# نورمان بيتس
نورمان بيتس (بالإنجليزية: Norman Bates)‏ هو شخصية خيالية أبتكرها الكاتب روبرت بلوتش للدور الرئيسي في روايته سايكو. الممثل أنثوني بيركنز جسد الشخصية في فيلم سايكو (1960) المستوحى عن الرواية للمخرج ألفريد هتشكوك. الشخصية مستوحى من القاتل إد جين.
نورمان بيتس عانى خلال طفولته من الإيذاء النفسي على يد أمه، نورما، التي قالت له إن الجماع هو خطيئة وإن النساء كلهن عاهرات (باستثنائها). نورمان متعلق جداً بأمه، وعندما يرى محفزاً جنسياً يفقد السيطرة نفسه ولا يدري ماذا يفعل.
حالياً يقوم الممثل فريدي هايمور بتجسيد دور نورمان في مسلسل نزل بيتس، الذي هو برقول معاصر لفيلم ألفريد هتشكوك. معهد الفيلم الأمريكي صنفه كثاني أعظم شرير في قائمة معهد الفيلم الأمريكي 100 عام و100 بطل وشرير، خلف هانيبال ليكتر وقبل دارث فيدر.